# Kalifornisk ros
Kalifornisk ros (Rosa californica), en art i familjen rosväxter.
Arten är utformad som en buske. Den har blommor med fem kronblad som är ljusrosa till magenta. I växtens nypon utvecklas gula frön.
Utbredningsomradet ligger i Kalifornien vid bergstrakternas laga delar. Växten hittas vanligen vid vattendrag men den kan uthärda torka.
Kalifornisk ros är vanlig som prydnadsväxt i trädgardar.

Kalifornisk ros